# 100-Meilen-Rennen von Sears Point 1981
Das 100-Meilen-Rennen von Sears Point 1981, auch Datsun Camel GT, Sears Point International Raceway, Sonoma, fand am 26. Juli dieses Jahres auf dem Sonoma Raceway statt. Das Rennen war der 14. Lauf der IMSA-GTP-Serie 1981.

## Das Rennen
Im Rahmen der IMSA-GTP-Serie fanden auf dem Sonoma Raceway zwei Sprintrennen am selben Tag statt. Das Rennen der GTU-Klasse dauerte 45-Minuten und endete mit dem Erfolg von Wayne Baker auf einem Porsche 914/4. Beim Rennen der GTX- und GTO-Klasse lieferten sich Klaus Ludwig im Ford Mustang Turbo und Brian Redman im Lola T600 einen über die gesamte Distanz dauernden Zweikampf, den Ludwig mit knapp 3 Sekunden Vorsprung für sich entschied.

## Ergebnisse

### Schlussklassement
| 1               | GTX | 6  | Team Zakspeed Roush     | Klaus Ludwig        | Ford Mustang Turbo  | 40 |
| 2               | GTX | 7  | Cooke Woods Racing      | Brian Redman        | Lola T600           | 40 |
| 3               | GTX | 8  | J.L.P.                  | John Paul junior    | Lola T600           | 40 |
| 4               | GTX | 30 | Momo Penthouse          | Giampiero Moretti   | Porsche 935/78-81   | 39 |
| 5               | GTX | 46 | de Narváez Enterprises  | Mauricio de Narváez | Porsche 935J        | 38 |
| 6               | GTO | 11 | Kendall Racing          | Dennis Aase         | BMW M1              | 38 |
| 7               | GTO | 25 | Red Lobster Racing      | Dave Cowart         | BMW M1              | 38 |
| 8               | GTX | 33 | Bob Sharp Racing        | Paul Newman         | Datsun 280ZX Turbo  | 37 |
| 9               | GTO | 48 |                         | Frank Leary         | Datsun 280ZX Turbo  | 36 |
| 10              | GTO | 04 | T & R Racing            | Rene Rodriguez      | Porsche Carrera RSR | 34 |
| 11              | GTO | 92 |                         | Ron Maccario        | Chevrolet Corvette  | 34 |
| 12              | GTO | 24 |                         | Brent Regan         | Porsche Carrera     | 33 |
| 13              | GTX | 76 | Arrow Heating Co.       | John Chamberlain    | Chevrolet Corvette  | 30 |
| Ausgefallen     |     |    |                         |                     |                     |    |
| 14              | GTX | 12 | Bruce Canepa            | Bruce Canepa        | Porsche 935         | 36 |
| 15              | GTO |    | Kendall Racing          | Chuck Kendall       | Porsche Carrera RSR | 30 |
| 16              | GTO | 83 | Electramotive           | Don Devendorf       | Datsun 280ZX Turbo  | 25 |
| 17              | GTO | 67 | Joe Crevier             | Joe Crevier         | BMW M1              | 20 |
| 18              | GTX | 9  | Garretson Racing        | Bobby Rahal         | Porsche 935K3/80    | 18 |
| 19              | GTX | 0  | Interscope Racing       | Ted Field           | Porsche 935K3/80    | 16 |
| 20              | GTX | 2  | BMW North America       | David Hobbs         | BMW M-1/C           | 12 |
| 21              | GTX | 27 |                         | Rich Sloma          | Chevrolet Corvette  | 10 |
| 22              | GTX | 1  | John Fitzpatrick Racing | John Fitzpatrick    | Porsche 935K3/80    | 9  |
| 23              | GTO | 96 |                         | Al Thomas           | Porsche Carrera     | 4  |
| 24              | GTX | 80 | Fantasy Racing          | Vic Manuelli        | De Tomaso Pantera   | 3  |
| 25              | GTO | 31 | RSR Associates          | Tom Alan Marx       | Porsche Carrera RSR | 3  |
| 26              | GTX | 61 |                         | Ardie Oji           | Chevrolet Monza     | 1  |
| 27              | GTO | 89 |                         | Walter Benson       | Chevrolet Camaro    | 1  |
| 28              | GTO | 5  |                         | Larry Park          | Chevrolet Corvette  | 1  |
| 29              | GTO | 49 | R. C. Copeman Racing    | Bob Copeman         | Porsche Carrera RSR | 1  |
| Nicht gestartet |     |    |                         |                     |                     |    |
| 30              | GTX | 77 |                         |                     | Chevrolet Corvette  | 1  |
| 31              | GTX | 86 | Bayside Disposal Racing | Hurley Haywood      | Porsche 935/80      | 2  |
| 32              | GTX | 00 | Interscope Racing       |                     | Porsche 935K3/80    | 3  |

1 nicht gestartet
2 Unfall im Training
2 Trainingswagen

### Nur in der Meldeliste
Zu diesem Rennen sind keine weiteren Meldungen bekannt.

### Klassensieger
| Klasse | Fahrer       | Fahrzeug           | Platzierung im Gesamtklassement |
| ------ | ------------ | ------------------ | ------------------------------- |
| GTX    | Klaus Ludwig | Ford Mustang Turbo | Gesamtsieg                      |
| GTO    | Dennis Aase  | BMW M1             | Rang 6                          |

### Renndaten
- Gemeldet: 32
- Gestartet: 29
- Gewertet: 13
- Rennklassen: 2
- Zuschauer: unbekannt
- Wetter am Renntag: unbekannt
- Streckenlänge: 4,060 km
- Fahrzeit des Siegerteams: 1:08:44,106 Stunden
- Gesamtrunden des Siegerteams: 42
- Gesamtdistanz des Siegerteams: 202,777 km
- Siegerschnitt: 177,007 km/h
- Pole Position: John Paul junior – Lola T600 (#8) – 1:33,559 – 156,237 km/h
- Schnellste Rennrunde: Brian Redman – Lola T600 (#7) – 1:37,710 – 152,725 km/h
- Rennserie: 14. Lauf zur IMSA-GTP-Serie 1981